# Tugurige (socken i Kina, lat 44,52, long 116,27)
Tugurige (kinesiska: 图古日格, 图古日格苏木) är en socken i Kina. Den ligger i den autonoma regionen Inre Mongoliet, i den norra delen av landet, omkring 560 kilometer nordost om regionhuvudstaden Hohhot.
Genomsnittlig årsnederbörd är 467 millimeter. Den regnigaste månaden är juli, med i genomsnitt 125 mm nederbörd, och den torraste är januari, med 4 mm nederbörd.